# Michail Stasinopoulos
Michail Stasinopoulos (Grieks: Μιχαήλ Στασινόπουλος) (Kalamáta, 27 juli 1903 - Athene, 31 oktober 2002) was een Grieks politicus en jurist. Van 18 december 1974 tot 19 juli 1975 was hij interim-president van Griekenland.

## Levensloop
Hij studeerde rechten aan de Universiteit van Athene. Nadat hij afstudeerde, werd hij in 1937 professor van administratieve rechten aan de Atheense Universiteit. In 1943 werd hij professor aan de Panteion Universiteit, waar hij van 1951 tot 1958 rector was.
Van 1951 tot 1953 was Stasinopoulos voorzitter van de Ellinikí Radiofonía Tileórasi. In 1952 was hij minister van Arbeid in de interim-regering van Konstantinos Georgakopoulos. 
Tevens was hij sinds 1929 lid van de Griekse Raad van State, waar hij van 1966 tot 1969 de voorzitter van was.
Bij de Griekse verkiezingen van 1974 werd Michail Stasinopoulos verkozen tot parlementslid voor Nea Dimokratia. Nadat de Grieken op 8 december 1974 in een referendum voor de republiek kozen, werd Stasinopoulos door een grote meerderheid in het parlement tot president verkozen. In juli 1975 kwam zijn presidentschap ten einde nadat de tijdelijke Nationale Assemblée de nieuwe Griekse grondwet had goedgekeurd en de nieuwe politieke instellingen werden geïnstalleerd. 
Stasinopoulos trok zich terug uit de politiek en overleed eind 2002 op 99-jarige leeftijd.

## Schrijver
Michail Stasinopoulos schreef ook veel literaire werken die meestal vertaald waren uit het Frans en wetenschappelijke artikelen. In 1968 werd lid van de Academie van Athene. Ook maakte hij enkele malen kans op de Nobelprijs van de Literatuur.
- Bibsys: 1560455416274
- Bibliothèque nationale de France: cb12531906q (data)
- Gemeinsame Normdatei: 119204118
- International Standard Name Identifier: 0000 0003 6442 0525
- Library of Congress Control Number: n50024294
- Nationale bibliotheek van Australië: 35520767
- Nationale Bibliotheek van Israël: 987007339600005171
- Nederlandse Thesaurus van Auteursnamen: 073840203
- LIBRIS: 345691
- Système universitaire de documentation: 069649324
- Virtual International Authority File: 228697846
- WorldCat: E39PBJgtbDtm83txmd8TKbDXh3